# Eudarcia nigraella
Eudarcia nigraella is een vlinder uit de familie van de Meessiidae. Deze soort is voor het eerst wetenschappelijk beschreven als Meessia nigraella door Mario Mariani in een publicatie uit 1937.
De soort komt voor in Frankrijk, Italië, Sicilië, Kroatië, Bulgarije, de Ionische Eilanden, Georgië en Tunesië.